# Гундиус, Вилим Антонович
Вилим Антонович Гундиус (1777—1820) — генерал-майор, герой Отечественной войны 1812 года.

## Биография
Родился в 1777 году. Военную службу начал унтер-офицером 9 ноября 1795 года в лейб-гвардии Преображенском полку. 26 октября 1798 года переведён в Павловский гренадерский полк и через два дня получил чин прапорщика. 20 июля 1799 года произведён в подпоручики и с 8 августа состоял в десантном корпусе, действовавшем в Голландии, был в сражении с французами под Бергеном.
29 сентября 1802 года произведён в поручики. 14 августа 1803 года переведён в Новгородский гарнизонный батальон, а с 31 августа того же года состоял во 2-м морском полку. 31 декабря 1805 года произведён в штабс-капитаны и 10 ноября 1806 года переведён в 1-й морской полк. Здесь Гундиус не задержался, поскольку 6 февраля 1807 года был зачислен в лейб-гвардии Уланский полк.
В рядах лейб-гвардии Уланского полка он в 1806—1807 годах находился в Восточной Пруссии и был в нескольких сражениях против французов. В частности находился в делах при Гутштадте, Гейльсберге и под Фридландом. 20 мая 1808 года Гундиус был награждён золотой саблей с надписью «За храбрость» (вручена 19 октября 1808 года)
В сражении при Фридланде 2 июня командовал после раненого князя Манвелова эскадроном, с которым и действовал храбро и неустрашимо.
23 октября 1807 года произведён в ротмистры и утверждён в должности командира 2-го эскадрона, 13 октября 1811 года получил чин полковника.
В Отечественную войну 1812 года Гундиус вновь бился против Наполеона. Был в сражениях под Вильной, Витебском, Смоленском, при Колоцком монастыре и на Бородинском поле. Далее он вместе со всей армией отступил в Тарутинский лагерь и за отличие при защите лагеря был 23 января 1813 года награждён орденом св. Владимира 4-й степени с бантом.
При переходе русской армии в контрнаступление Гундиус сражался под Малоярославцем, Вязьмой и Красным. 9 ноября 1812 года он был награждён орденом св. Георгия 4-й степени (№ 1079 по кавалерскому списку Судравского и № 2446 по списку Григоровича — Степанова)
В воздаяние ревностной службы и отличия, оказанного в сражении против французских войск 1812 года ноября 3, 4, 5, 6, 7 и 9 при Красном, где храбро бросился с эскадроном своим на неприятеля и способствовал к замешательству онаго.
Также за это дело он 16 марта 1813 года получил орден св. Анны 2-й степени с алмазными знаками.
Далее Гундиус находился в преследовании неприятеля до границ Великого герцогства Варшавского.
В Заграничном походе 1813 года Гундиус также принимал участие и находился в сражениях под Люценом и Бауценом. Однако вскоре после Бауценского дела он тяжело заболел и был уволен в отпуск на лечение.
По возвращении в строй он 22 октября 1816 года был назначен командиром Таганрогского уланского полка, а с 15 мая 1817 года командовал Митавским драгунским полком.
14 апреля 1818 года был произведён в генерал-майоры.
Скончался в 1821 году.
На памятнике указан 1820 год, Вильгельм по имени.